# Campeonato Uruguaio de Futebol de 2016
A Primera División Profesional de 2016 ou Campeonato Uruguaio de 1ª Divisão Profissional de 2016, também conhecida comercialmente como Campeonato Uruguayo Especial 2016, foi a 111ª edição da primeira divisão do futebol uruguaio organizada pela Associação Uruguaia de Futebol (AUF) e a 86ª temporada de caráter profissional.
O torneio começou efetivamente em 28 de agosto e terminou em 11 de dezembro.
Em 23 de junho de 2016, foi decidido que o troféu levaria o nome de "Donato Rivas", em homenagem a um ex-dirigente da AUF. Este foi o segundo campeonato de transição no Uruguai, o primeiro deles foi o Campeonato Uruguaio de 2005.
Na 13ª rodada do torneio, após uma série negativa — com 1 vitória, 3 empates e 9 derrotas —, o Villa Española foi rebaixado para a segunda divisão.
Na última rodada, o Club Nacional de Football sagrou-se campeão do torneio, com 34 pontos.

## Regulamento
O sistema particular de disputa desse campeonato teve como objetivo adequar a temporada ao ano-calendário, como historicamente sempre foi no futebol uruguaio. Assim, o Uruguai retornou a esse formato tradicional após 11 temporadas seguindo o calendário europeu. O Campeonato Uruguaio de 2017 marcaria oficialmente a volta definitiva ao formato de ano-calendário. Os 16 times disputaram um campeonato em turno único, todos contra todos, totalizando 15 rodadas. Após a conclusão das partidas, o clube que somou mais pontos sagrou-se campeão.

### Classificação para os torneios da CONMEBOL
O time mais bem colocado se classificou para a Taça Libertadores de 2017 como Uruguai 4. Os quatro clubes seguintes na tabela — excetuando os já classificados para a Libertadores — se classificaram para a Copa Sul-Americana de 2017, como Uruguai 1, Uruguai 2, Uruguai 3 e Uruguai 4, respectivamente. Cerro, Nacional e Peñarol não puderam disputar a Sul-Americana de 2017, pois já estavam classificados para a Libertadores de 2017 desde a temporada anterior. Inicialmente, o torneio previa apenas vagas para a Sul-Americana, mas com a desistência dos clubes mexicanos da Libertadores, mais uma vaga foi atribuída ao Uruguai no dia 6 de dezembro.

### Regras quanto ao rebaixamento
Houve um rebaixamento direto para o Campeonato Uruguaio da Segunda Divisão de 2017. O critério para definir o rebaixamento foi por meio de uma tabela de médias, somando os pontos conquistados pelas equipes nos Campeonatos Uruguaios de 2014–15, 2015–16 e 2016 (Especial). O time com a pior média ao final das 15 rodadas foi rebaixado. Para calcular o coeficiente, somaram-se os pontos obtidos na primeira divisão nas temporadas mencionadas e dividiram-se pelo número de partidas disputadas.

## Classificação
| PS | Clube             | PTS | J  | V  | E | D  | GP | GC | SG  |
| -- | ----------------- | --- | -- | -- | - | -- | -- | -- | --- |
| 1  | Nacional          | 32  | 15 | 10 | 2 | 3  | 24 | 12 | +12 |
| 2  | Wanderers         | 29  | 15 | 8  | 5 | 2  | 22 | 14 | +8  |
| 3  | Danubio           | 29  | 15 | 9  | 2 | 4  | 24 | 19 | +5  |
| 4  | Defensor Sporting | 25  | 15 | 7  | 4 | 4  | 22 | 15 | +7  |
| 5  | Liverpool         | 24  | 15 | 6  | 6 | 3  | 16 | 13 | +3  |
| 6  | Boston River      | 22  | 15 | 5  | 7 | 3  | 19 | 11 | +8  |
| 7  | Cerro             | 22  | 15 | 6  | 4 | 5  | 16 | 15 | +1  |
| 8  | Racing            | 20  | 15 | 5  | 5 | 5  | 24 | 26 | −2  |
| 9  | Fénix             | 19  | 15 | 5  | 4 | 6  | 19 | 19 | 0   |
| 10 | River Plate       | 18  | 15 | 5  | 3 | 7  | 18 | 28 | −10 |
| 11 | Juventud          | 17  | 15 | 4  | 5 | 6  | 9  | 11 | −2  |
| 12 | Sud América       | 17  | 15 | 5  | 2 | 8  | 17 | 20 | −3  |
| 13 | Rampla Juniors    | 17  | 15 | 4  | 5 | 6  | 9  | 16 | −7  |
| 14 | Peñarol           | 16  | 15 | 4  | 4 | 7  | 17 | 17 | 0   |
| 15 | Plaza Colonia     | 12  | 15 | 2  | 6 | 7  | 16 | 24 | −8  |
| 16 | Villa Española    | 7   | 15 | 1  | 4 | 10 | 14 | 26 | −12 |

| Fonte: AUF |

|  | 0Campeão. Fase de grupos da Taça Libertadores de 2017 |
|  | 0Primeira fase da Taça Libertadores de 2017           |
|  | 0Copa Sul-Americana de 2017                           |

| PS  | Clubes            | Média | Total | 14–15 | 15–16 | 16 | PTS |
| --- | ----------------- | ----- | ----- | ----- | ----- | -- | --- |
| 1   | Nacional          | 2,040 | 74    | 63    | 54    | 34 | 151 |
| 2   | Peñarol           | 1,729 | 74    | 55    | 58    | 15 | 128 |
| 3   | Defensor Sporting | 1,533 | 75    | 48    | 42    | 25 | 115 |
| 4   | Danubio           | 1,506 | 75    | 49    | 35    | 29 | 113 |
| 5   | River Plate       | 1,506 | 75    | 54    | 41    | 18 | 113 |
| 6   | Wanderers         | 1,480 | 75    | 34    | 48    | 29 | 111 |
| 7   | Boston River      | 1,466 | 15    | —     | —     | 22 | 22  |
| 8   | Cerro             | 1,440 | 75    | 34    | 52    | 22 | 108 |
| 9   | Liverpool         | 1,422 | 45    | —     | 40    | 24 | 64  |
| 10  | Fénix             | 1,360 | 75    | 37    | 46    | 19 | 102 |
| 11  | Sud América       | 1,360 | 75    | 42    | 43    | 17 | 102 |
| 12. | Plaza Colonia     | 1,355 | 45    | —     | 49    | 12 | 61  |
| 13. | Racing            | 1,280 | 75    | 45    | 31    | 20 | 96  |
| 14. | Juventud          | 1,266 | 75    | 45    | 33    | 17 | 95  |
| 15. | Rampla Juniors    | 1,133 | 15    | —     | —     | 17 | 17  |
| 16. | Villa Española    | 0,466 | 15    | —     | —     | 7  | 7   |

| Fonte: AUF |

|  | 0Rebaixado para a Segunda Divisão Profissional |